# Moon Ribas

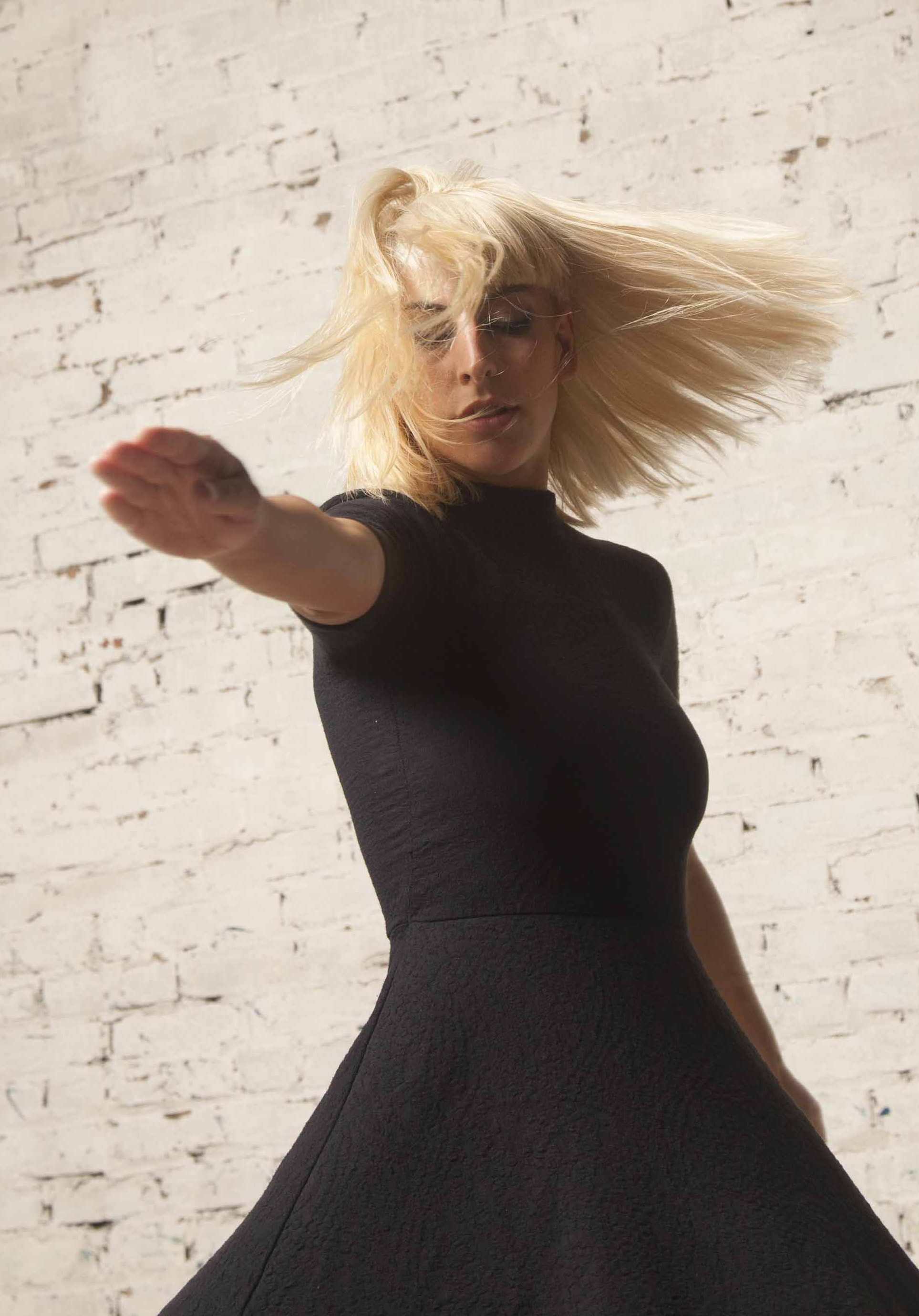
Cyborg-Künstlerin Moon Ribas

Moon Ribas (geboren am 24. Mai 1985) ist eine spanische Avantgarde-Künstlerin und Cyborg-Aktivistin. Sie ist vor allem dafür bekannt, einen Empfänger in ihren Arm implantiert zu haben, der es ihr ermöglicht, Erdbeben auch sehr geringer Stärke zu spüren. Seit 2007 bezeichnen internationale Medien sie als die weltweit erste Cyborg-Frau oder die weltweit erste weibliche Cyborg-Künstlerin. Sie ist, wie auch ihr Jugendfreund Neil Harbisson, Mitbegründerin der Cyborg Foundation, einer internationalen Organisation, die Menschen ermutigt, Cyborgs zu werden, und den Cyborgismus als Kunstbewegung fördert, und Mitbegründerin der Transpecies Society, einer Vereinigung, die Menschen mit nicht-menschlichen Identitäten eine Stimme gibt und die Entwicklung neuer Sinne und Organe in Gemeinschaft anbietet. Ihre choreografischen Arbeiten basieren auf der Erforschung neuer Bewegungen, die durch das Hinzufügen neuer Sinne oder sensorischer Erweiterungen der Tänzerin entwickelt werden.

## Lebenslauf
Moon Ribas wuchs in Mataró (Katalonien) auf. Als Teenager war sie „ein Hippie“ und zog im Alter von 18 Jahren nach England. Dort lebte sie zunächst in Totnes, Devon, und studierte dann experimentellen Tanz und Choreographie am Dartington College of Arts. Auch Bewegungsforschung an der SNDO Theaterschool in Amsterdam schloss sie ab. Während ihres Studiums interessierte sie sich zunehmend für Körpermodifikation und begann, die Möglichkeiten sensorischer Erweiterungen durch Einsatz technischer Hilfsmittel zu erforschen.

## Seismischer Sinn
Im März 2013 ließ sich Moon einen Empfänger in den Oberarm implantieren, der vibriert, wenn es auf dem Planeten ein Erdbeben gibt. Der Empfänger ist drahtlos mit Online-Seismographen verbunden und vibriert je nach Intensität der einzelnen Erdbeben in unterschiedlichen Stufen, sodass sie Erdbeben aus der ganzen Welt unabhängig von ihrem Aufenthaltsort spüren kann. Moon nutzt ihren seismischen Sinn, um Tanzstücke zu kreieren. Warten auf Erdbeben ist eine Solo-Tanzperformance, bei der der Tänzer stillsteht, bis ein Erdbeben zu spüren ist. Die Choreografie hängt von den während der Aufführung gefühlten Erdbeben ab und die Intensität der Bewegungen des Tänzers hängt von der Stärke des jeweiligen Erdbebens ab, das sie ab 1,0 auf der Richterskala spüren kann. Wenn es während der Aufführungszeit keine Erdbeben gibt, wird der Tänzer nicht tanzen. Das Stück wurde am 28. März 2013 in Barcelona das erste Mal aufgeführt.

## Experiment Kaleidoskopische Brille
Moons erstes Sinnesexperiment fand 2007 statt, als sie eine kaleidoskopische Brille entwarf und drei Monate lang trug. Die Brille erlaubte ihr lediglich Farbe zu sehen, keine Form. Der Mangel an Formwahrnehmung steigerte nicht nur ihren Sinn für Farbunterscheidung, sondern auch ihre Wahrnehmung von Bewegungen. Jede leichte Farbveränderung in ihrem Blickfeld deutete darauf hin, dass sich etwas bewegt hatte. Während der drei Monate besuchte Moon mehrere Städte in Europa und traf Menschen, ohne jemals ihre Gesichter zu sehen.

## Geschwindigkeitswahrnehmung
Im Jahr 2008 entwickelte Moon einen Tachometer-Handschuh, der es ihr ermöglichte, die genaue Geschwindigkeit jeder Bewegung um sie herum durch Vibrationen an ihrer Hand wahrzunehmen. Sie trug den Handschuh mehrere Monate und konnte je nach Vibrationsintervall unterschiedliche Geschwindigkeiten wahrnehmen. Später entwickelte sie den Handschuh zu einem Paar Ohrringe weiter, die ebenfalls vibrierten. Moon reiste mit ihren Speedborg-Ohrringen durch Europa, um herauszufinden, wie hoch die durchschnittliche Gehgeschwindigkeit der Bürger in verschiedenen Städten war. The Speeds of Europe ist ein Tanzvideo, das die Ergebnisse ihrer Recherche zeigt; Londoner und Stockholmer gehen beispielsweise mit einer ähnlichen Durchschnittsgeschwindigkeit von etwa 6,1 km/h, während Menschen in Rom und Oslo mit einer Durchschnittsgeschwindigkeit von 4 km/h gehen.
Bis 2009 war Moon nicht nur in der Lage, die genaue Geschwindigkeit jeder Person zu erkennen, die vor ihr ging, sondern auch ihre eigene Geschwindigkeit. Das Wissen um ihre eigene Geschwindigkeit erlaubte ihr, Green Lights zu kreieren, ein Stück, das in Bezug auf eine Reihe von acht Ampeln choreografiert wurde: Indem sie die Ampelzeiten der Rambla de Catalunya in Barcelona lernte und den Abstand zwischen den einzelnen Ampeln maß, berechnete sie die Geschwindigkeit, mit der sie laufen musste, um rote Ampeln zu vermeiden und ohne Zwischenstopps von einem Ende zum anderen Ende der Straße zu gelangen.

## 360°-Sicht
Im Jahr 2010 erkundete Moon die Möglichkeiten, Bewegungen hinter sich wahrzunehmen, indem sie die Speedborg-Ohrringe umdrehte. Die Ohrringe wurden von Studenten aus La Salle (Barcelona) weiterentwickelt, indem sie 4 zusätzliche Sensoren hinzufügten, um durch Vibrationen um den Kopf herum eine 360°-Wahrnehmung der Bewegung zu erreichen.

## Cyborg Foundation
Im Jahr 2010 gründeten Moon Ribas und Neil Harbisson die Cyborg Foundation (und einen Ableger davon namens Cyborg Arts Organization), eine internationale Organisation, die Menschen ermutigt, Cyborgs zu werden. Die Ziele der Organisation sind: die menschlichen Sinne und Fähigkeiten durch die Schaffung und Anwendung kybernetischer Erweiterungen auf den Körper zu erweitern, den Cyborgismus als Kunstbewegung zu fördern und die Rechte der Cyborgs zu verteidigen. Im Jahr 2010 gewann die Stiftung den Cre@tic Award, verliehen von Tecnocampus Mataró. 2012 wurde beim Sundance Film Festival ein Kurzfilm über die Stiftung ausgezeichnet. 2020 war Moon Ribas Beiträgerin zum im Wissenschaftsverlag Routledge erschienenen Sammelband Modified: Living as a Cyborg.